# ニセフォール・ニエプス
ジョゼフ・ニセフォール・ニエプス（Joseph Nicéphore Niépce 、1765年3月7日 - 1833年7月5日）は、フランスの発明家。写真技術の先駆者であり、世界初の写真画像を作ることに成功した。1825年にニエプスによって撮られた写真は、原版が現存する世界最古のものである。また「世界初の内燃機関」ともいわれるピレオロフォールを発明し、兄クロードとともに製作。それを搭載したボートでソーヌ川を流れにさからって遡行することに成功し、1807年7月20日、ナポレオン・ボナパルトから特許を授かった。

## 生涯
彼はフランス中部、ソーヌ＝エ＝ロワール県のシャロン＝シュル＝ソーヌ（Chalon-sur-Saône）で裕福な法律家の家に生まれた。しかし、そのために一家はフランス革命で多くを失った。兄クロード (1763–1828) は研究と発明の協力者だったが、ピレオロフォールの事業化に失敗して一族の蓄えを浪費し、イングランドで精神を病み、無一文で亡くなった。他に、姉妹と弟ベルナールがいた。
洗礼名はジョセフだったが、アンジェのフランスオラトリオ会の大学で学ぶうちに9世紀のコンスタンディヌーポリ総主教聖ニキフォロスに敬意を表してニセフォールと名乗るようになった。大学では科学や実験技法を学び、すぐさま才能を発揮して卒業後は同大学の教授を務めた。
ナポレオンの下でフランス軍の士官を務め、イタリアやサルデーニャ島で長年過ごしたが、体調不良により退官。間もなくアニェス・ロメロと結婚し、革命後のフランスの体制下でニース地区の責任者となった。1795年にはその職も辞め、兄クロードと共に科学的研究に没頭するようになった。ある記録では、彼が辞任したのは不人気だったためだとしている。
1801年、兄弟は一家の土地があるシャロン＝シュル=ソーヌに戻って研究を続け、母や姉妹や弟ベルナールも呼び寄せた。その地所でテンサイを栽培して砂糖を生産して生計を立てた。
1827年、ロンドンのキューに移り住んでひどく病んでいた兄クロードを訪ねた。クロードは精神を病み、ピレオロフォールの不適切な事業化のために一家の財産を浪費していた。
1833年7月5日、死去。クロードのせいで破産状態だったため、サン＝ルー＝ド＝ヴァレンヌの墓地に立てられた墓は自治体が資金を提供したほどだった。その墓地は彼が世界初の写真を撮影した一家の屋敷の近くだった。

### 後継
息子イシドール (1805–68) は父の死後はダゲールと協力して写真の技法を完成させ、ニセフォールの写真技法の詳細を公開するのと引き換えに1839年に政府から年金を与えられた。
いとこのクロード・フェリクス・アベル・ニエプス・ド・サン＝ヴィクトール (1805-70) は化学者で、初めて写真に卵白を使った。また、鋼板の上に写真の彫版を製作した。

## 発明

### 写真

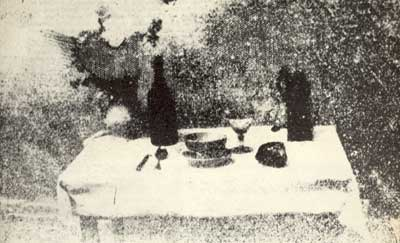
「用意された食卓」。1822年に撮影されたが原版は失われている。

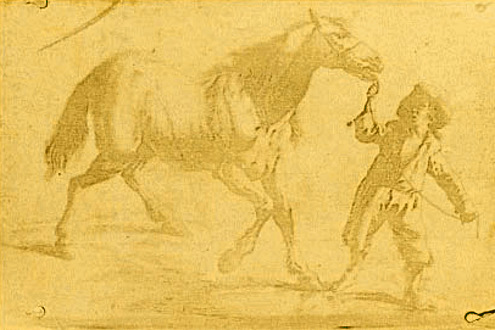
『Un cheval et son conducteur』（馬引く男）、1825年ごろに版画を撮影したものとされる

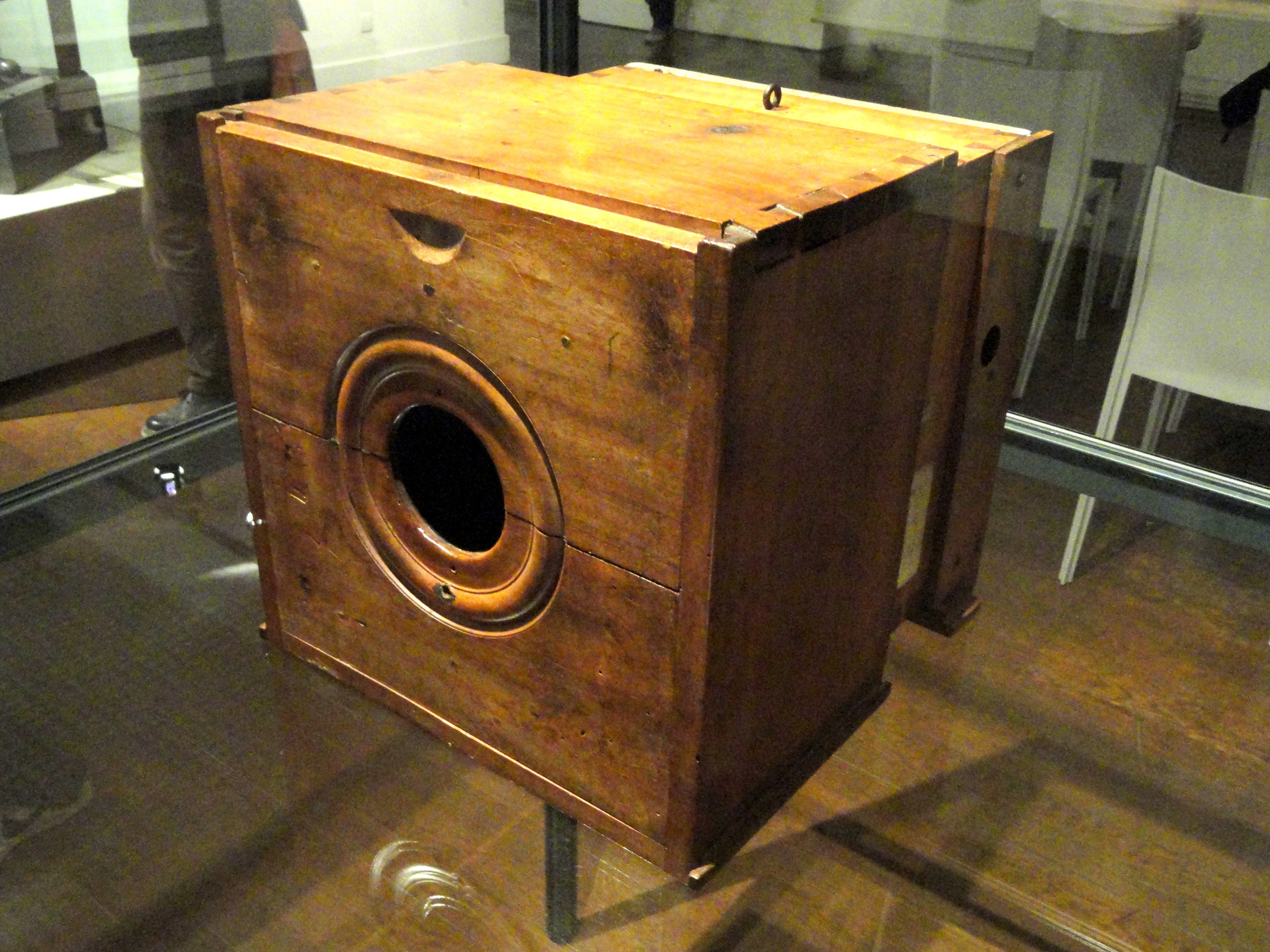
ニエプスの使用したカメラ・オブスクラ

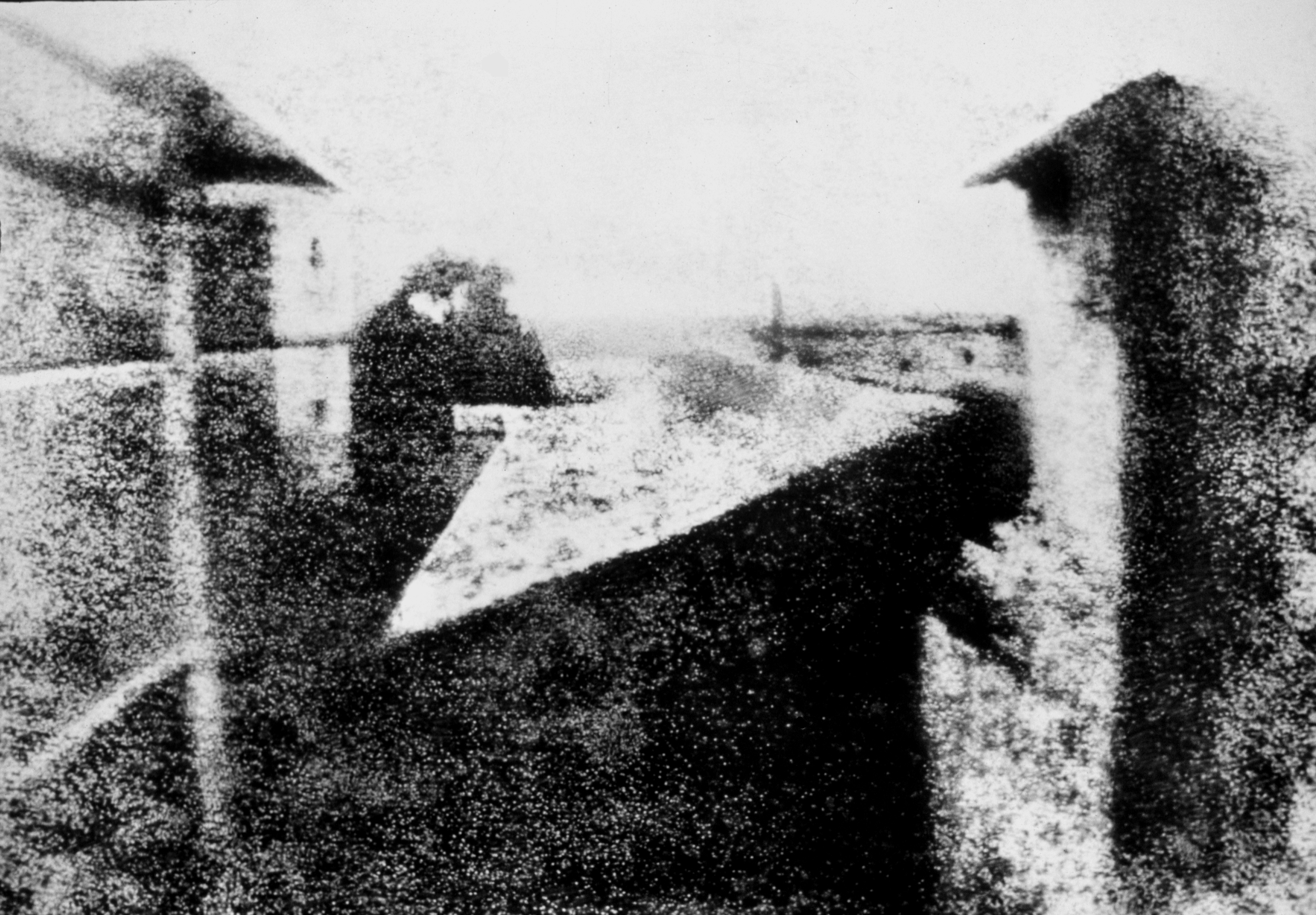
ニセフォール・ニエプスによって撮影された写真のひとつ、「ル・グラの窓からの眺め」（1826年か1827年ごろ）

1798年、アロイス・ゼネフェルダーにより化学反応を利用した石版印刷（リトグラフ）が発明され、ヨーロッパで石版画が急速に流行した。微妙な筆遣いの再現が可能で、しかも制作が早くて簡単なリトグラフにより、風景画や風刺画などを大量に印刷し出版することができるようになり、草創期のマスメディアとも結びついて石版画工房が多数誕生した。
ニエプスも大量印刷が可能な石版画に関心を持っていたが、一方で1793年より光が作り出す像を定着させる技術の研究も進めていた。彼が考えた事は、光の像を平面状の物質の上に映し、光によって物質に化学変化を起こさせ版を作るという、リトグラフに代わる新しい印刷法を作ることだった。彼の初期の実験では風景の放つ光の像を平面に定着させることに成功したが、定着した像はすぐに消え去ってしまった。1816年の義理の姉に宛てた手紙では、紙の上のイメージを定着させる方法を発見したが、光を当てるとイメージが薄れてしまうのを防げないと書かれている。
彼は腐食防止用に使うアスファルトの一種でパレスチナ原産の「ユダヤの土瀝青」（どれきせい、ビチューメン）が、光に当てると硬くなって油に溶けなくなる性質（→フォトレジスト）を利用しようとした。まずは版画の制作を行った。磨いたシロメ（白鑞）の板に瀝青を塗ってこの上に紙に描いた絵画（ニスを塗って紙を半透明にしたもの）を置き、太陽に当てると、絵の線の部分はよく光が当たらず瀝青が固まらないままになる。この板をラベンダー油（ラベンダーの精油）で洗うと、光が当たって硬くなった瀝青は残り、線の下にあって固まらなかった瀝青が洗い流され、結果として板に溝が残る。ここにインクを入れて印刷原版にするというアイデアだった。ニエプスは自分の技術を「太陽で描く」という意味の「ヘリオグラフィ(héliographie)」と呼んでいた。
ニエプスが世界初といわれる写真エッチングを製作したのは1822年で、時の教皇ピウス7世の肖像を写したものとされているが、その原版は自身で複製を作ろうとしたときに破壊してしまった。Roland Barthes の "La cámara lúcida" (Paidós, Barcelona,1989) のスペイン語版 "La chambre claire" には「用意された食卓」(Table ready) という1822年に撮影されたとされる霧がかかったような写真が掲載されている。原版が現存する世界最古の写真は、1825年に彼が撮った、『Un cheval et son conducteur』（馬引く男）である（この写真は2002年3月21日にサザビーズに出品され、44万3000ドルで落札された）。
同様に瀝青を使うことで、カメラ・オブスクラによる風景の画像も定着させることができるはずと彼は考えた。彼が像を長く定着させることにはじめて成功したのは1824年のことといわれる。彼が作った画像の中で残っているもののひとつは、1827年の6月か7月にできた、窓の外を写した「ル・グラの窓からの眺め」である（いくつかの研究では、1826年という説も提起されている）。この手法が必要とする露出時間は、今日でも議論の対象であるが、8時間から20時間の間とされる。あまりにも露出時間が長いため、建物や静物など動かないものの光景しか写すことができず、あまり実用的なものではなかった。
1829年、彼はより進んだ写真技術の開発を進めるため、パリで舞台背景画家・パノラマ画家・ジオラマ作家として活躍していたルイ・ジャック・マンデ・ダゲールと協力し、光で化学反応する銀化合物を使う研究を行った。しかし1833年、ニエプスは脳卒中で急死する。彼の研究はダゲールに引き継がれ、ダゲレオタイプ（銀板写真）となって1839年に結実した。1839年、ダゲールはその発明を政府に買い取ってもらい、毎年6,000フランの年金を受け取ることになった。一方、ニエプスの遺族にも毎年4,000フランの年金が与えられた。これに対してニエプスの息子はダゲールの成果は全て父の成果を受け継いだだけだと主張。実際、写真の発明へのニエプスの貢献は長年無視されてきた。今日では、彼のヘリオグラフィが世界初の写真（日光の作用で感光させてイメージを定着させる技法）の成功例であったことが広く認められている。

### ピレオロフォール

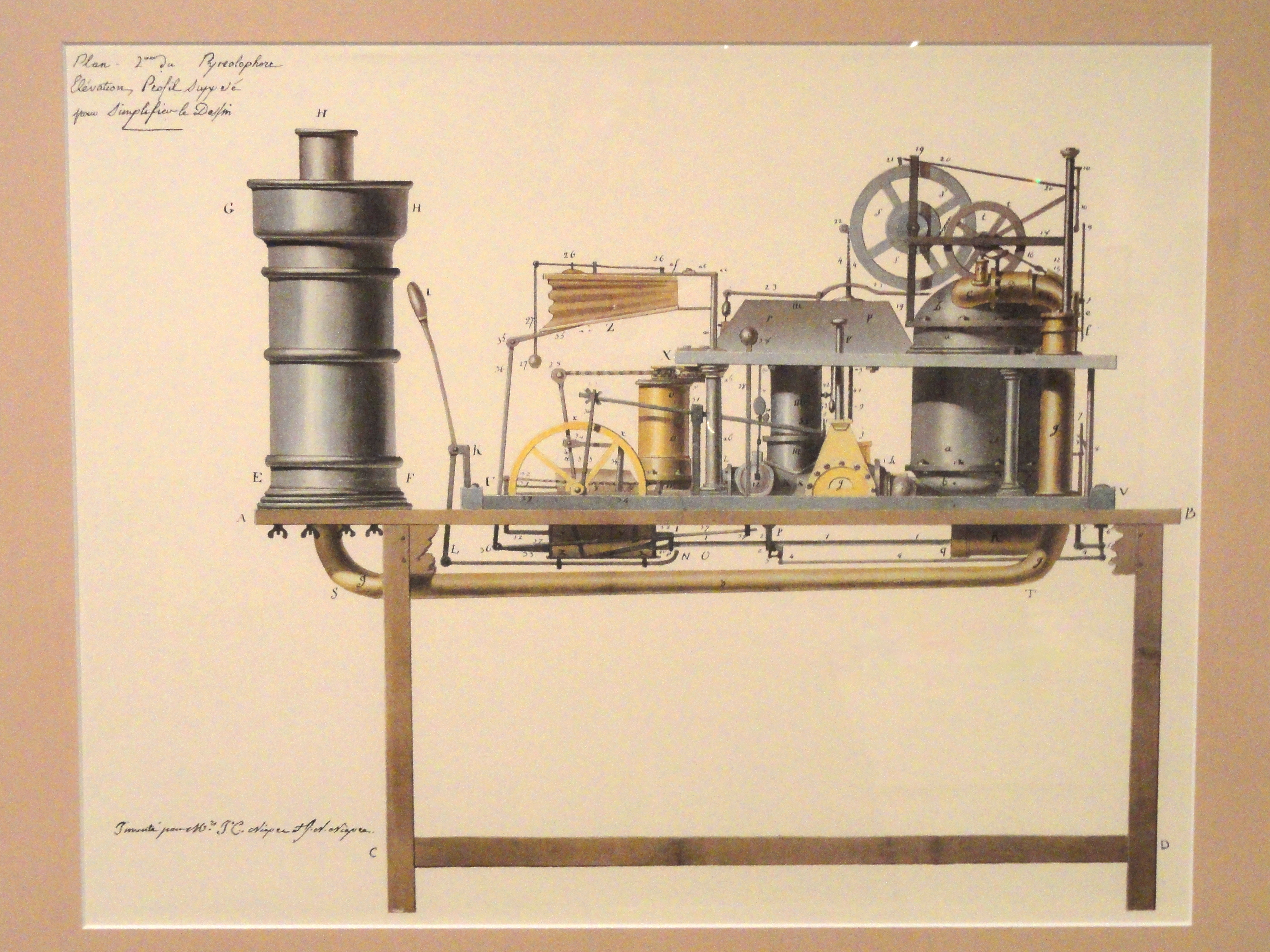
ピレオロフォールの図

1807年、ニエプスは兄クロードとともにピレオロフォールという実動する内燃機関を発明・製作しており、世界初とされている。ヒカゲノカズラの胞子による粉塵爆発を制御する形で機能する機関であり、ソーヌ川でボートにそれを設置して推進させることに成功した。10年後には、世界初の燃料噴射で動作する内燃機関を製作している。

### マルリーの機械
1807年、フランス政府はセーヌ川からヴェルサイユ宮殿に水をひくのに使われていた（マルリー＝ル＝ロワ、正確にはその隣のブージヴァルにあった）マルリーの機械の代替となる機械の公開選考会を開催した。マルリーの機械は1684年に建設されたもので、セーヌ川から1キロほど内陸まで150メートルの高さに水を汲み上げ送り込む施設である。ニエプス兄弟は新たな方式を考案し、1809年にも再度改良を加えた。ピストンの精度を高めるなど様々な部品に手を加え、抵抗をかなり低減させた。彼らは何度も試験し、4フィート4インチの水流の落差で、水を11フィート持ち上げるという結果を得た。しかしニエプス兄弟があまりにも時間をかけたため、皇帝は別の技術者に蒸気機関を使ったポンプの製作を依頼した。

### ベロシペード

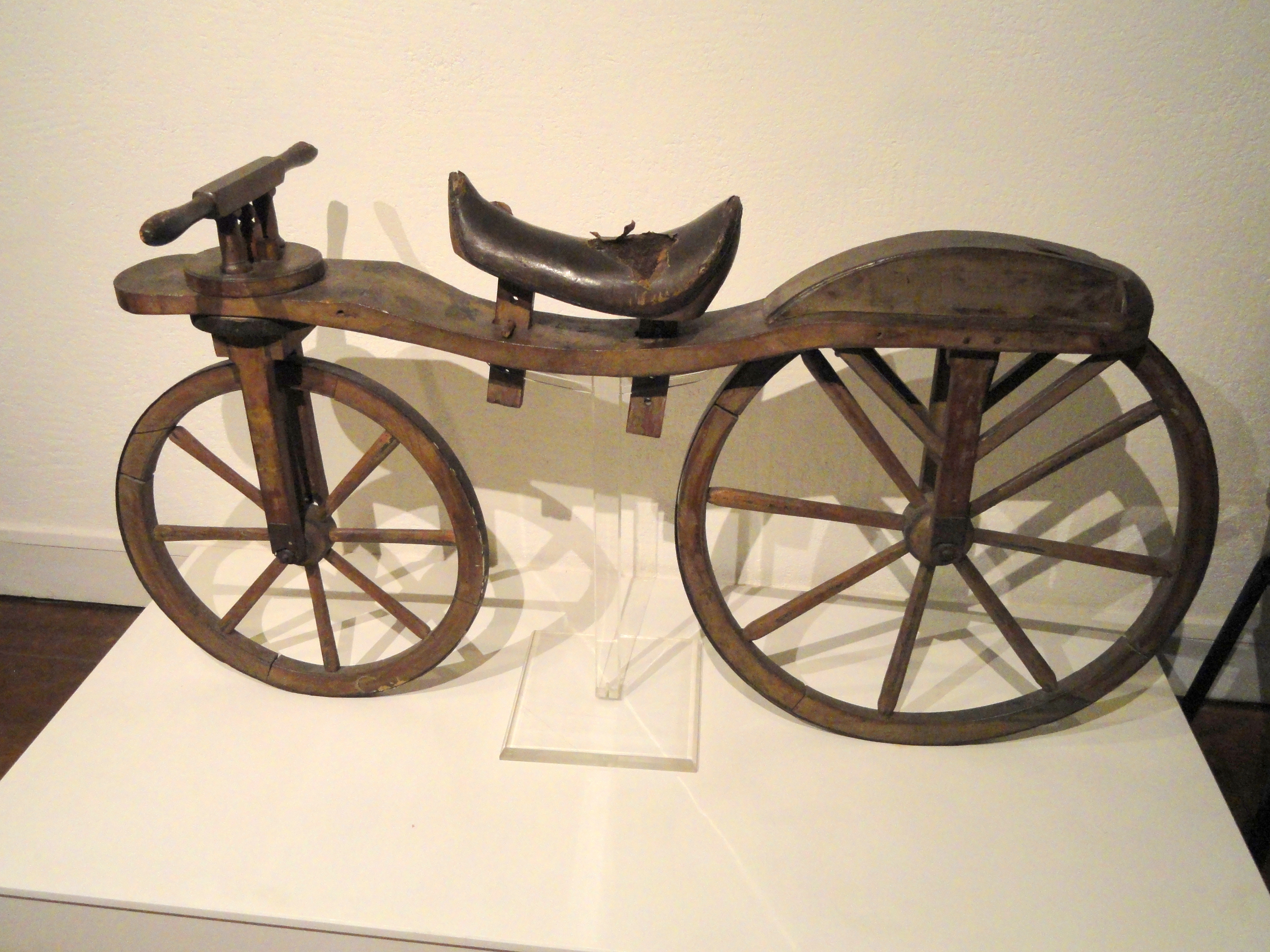
ニエプスが1818年に作ったベロシペード

カール・フォン・ドライスが1817年に自転車の原型となったドライジーネを発明すると、ニエプスもそれに興味を抱き、1818年にベロシペードと名付けた乗り物を作り、人気となった。サドルを調整可能に改良したものがニエプス博物館に展示されている。兄弟への手紙には、それを動力付きにすることを予想した記述があった。

## 記念
月にある「ニエプス・クレーター」は、彼の功績をたたえて名づけられている。
ニエプスが窓から撮った写真「ル・グラの窓からの眺め」はテキサス州オースティンのテキサス大学ハリー・ランソム・ヒューマニティーズ・リサーチ・センター（Harry Ransom Humanities Research Center ）に展示されている。この画像は1952年、歴史家アリソン&ヘルムート・ゲルンスハイム（Alison and Helmut Gernsheim ）によって再発見されたものである。
ニエプス賞はフランスで3年以上活動した優れたプロの写真家を表彰するもので、1955年から l'Association Gens d'Images により毎年授与されている。